# 이탈리아의 영국령 소말릴란드 점령
이탈리아의 영국령 소말릴란드 점령(1940년 8월 3일~19일)은 동아프리카 전역(1940년~1941년) 중 발생한 사건으로 이탈리아, 에리트레아, 소말리 병력이 소말릴란드 보호령에 진입하여 영국, 영연방 및 식민지군을 소말리 비정규군의 지원을 받아 격파했다. 이탈리아의 승리는 기동성과 속도를 통해 이뤄냈지만 지형, 우천 및 영국의 저항으로 인해 방해를 받았다.
투그아르간 전투(8월 11일~15일)에서 이탈리아군의 공격은 포병의 이점을 가졌고, 수적으로 열세인 방어군은 점차 소모되고 서서히 측면이 포위되어 남아있던 요새화된 언덕이 점령에 취약해졌다. 미르고 고개로 향하는 반격이 실패한 후, 영국 지역 사령관인 리드 고드윈오스틴 소장은 상황을 만회하고 동시에 탈출로를 확보할 병력이 너무 적어 베르베라로 후퇴할 허가를 받았다.
영국군은 8월 17일 바르카산에서 후방 교전을 벌였고 어둠이 지자 후퇴했다. 즉흥적인 철수는 예상보다 잘 진행되었고, 나시예흐의 두 번째 저지선은 필요하지 않았다. 우천은 이탈리아군의 진격을 계속 늦췄고, 베르베라 근처 활주로에서 여전히 주둔하고 있음을 발견하자 이탈리아의 예상 쿠데타는 취소되었다. 영국군의 패배는 논란이 되었고, 전구 사령관인 아치볼드 웨이벌 장군, 그의 부하, 윈스턴 처칠 총리 간의 관계 악화가 시작되었으며 이는 1941년 7월 웨이벌이 클로드 오친렉으로 교체되는 결과를 맞았다.

## 배경

### 이탈리아령 동아프리카
1936년 5월 9일, 이탈리아 독재자 베니토 무솔리니는 제2차 이탈리아-에티오피아 전쟁(1935년 10월 3일 ~ 1936년 5월 5일)에서 정복한 이탈리아령 에리트레아, 이탈리아령 소말리아, 그리고 에티오피아 식민지로 구성된 이탈리아령 동아프리카(Africa Orientale Italiana, AOI)의 설립을 선포했다. 1940년 6월 10일, 무솔리니는 영국과 프랑스에 선전포고를 했고, 이로 인해 아프리카에 주둔한 이탈리아군은 지중해, 수에즈 운하, 그리고 홍해를 따라 이어지는 영국의 보급로에 위협이 되었다. 이집트와 수에즈 운하는 명확한 목표였고, 프랑스령 소말릴란드(지부티) 또는 영국령 소말릴란드에 대한 이탈리아의 침공 또한 가능했다. 무솔리니는 수단과 영국령 동아프리카(케냐, 탕가니카, 우간다)에서의 선전 승리를 기대했다. 이탈리아 참모본부는 1942년까지 전쟁이 없을 것이라는 가정에 전략적 계산을 기반했다. 이탈리아 왕립 육군과 이탈리아 왕립 공군은 장기전이나 아프리카의 넓은 지역을 점령할 준비가 되어 있지 않았다.

### 중동 사령부
이집트 왕국에는 이집트와 영국의 공동 통치령인 수단이 있다. 영국은 1882년부터 이집트에 군사력을 주둔시켰지만, 1936년 영국-이집트 조약의 조건에 따라 크게 축소되었으며 대신 영국군이 수에즈 운하를 방어하기 위해 이집트를 점령할 수 있도록 허용했다. 소규모 영국 및 영연방군은 수에즈 운하와 홍해 항로를 방어했는데, 이는 영국의 극동 및 인도양 영토와의 통신에 필수적이었다. 1939년 중반 아치볼드 웨이벌 중장은 새로운 중동 사령부의 총사령관으로 임명되었으며 지중해 및 중동을 담당했다. 프랑스-이탈리아 휴전 협정(빌라 인치사 휴전 협정)까지, 트리폴리타니아(서부 리비아)의 이탈리아 제5군은 튀니지의 프랑스군과, 키레나이카(동부 리비아)의 이탈리아 제10군은 이집트의 영국군과 대치했다.
이탈리아 왕립 육군은 리비아에 약 21만 5천 명의 병력을 보유하고 있었으며, 이집트에는 영국군이 약 3만 6천 명, 팔레스타인에서 훈련 중인 병력이 2만 7천 5백 명 추가로 있었다. 웨이벌은 리비아, 이라크, 시리아, 이란 및 동아프리카를 위해 약 8만 6천명의 병력을 동원할 수 있었다. 1마일당 약 8명의 병력으로 방어되는 국경에 맞은 웨이벌은 방어 전략만이 유일하게 실행 가능한 정책이라고 결론지었고, 주요 거점에서 지연 작전을 펼쳐 최선을 다하기로 했다. 앤서니 이든 외무장관은 1940년 10월 말 하르툼에서 하일레 셀라시에 황제, 남아프리카 공화국 장군 얀 스뮈츠(윈스턴 처칠의 지역 고문), 웨이벌, 플랫 중장과 커닝햄 중장을 포함한 동아프리카의 고위 군사령관들과 회의를 소집했다. 회의에서는 아르베그노치(암하라어로 애국자)를 포함한 에티오피아에 대한 공격 전략이 결정되었다. 11월에 영국과 영연방군은 정보 우위를 확보했는데, 블레츨리 파크의 정부 암호 학교 (GC & CS)가 동아프리카의 왕립 육군 고위 암호를 해독했기 때문이다. 그 달 말, 레지아 아에로나우티카의 대체 암호는 중동 통합국 (CBME)에 의해 해독되었다.

### 영국령 소말릴란드

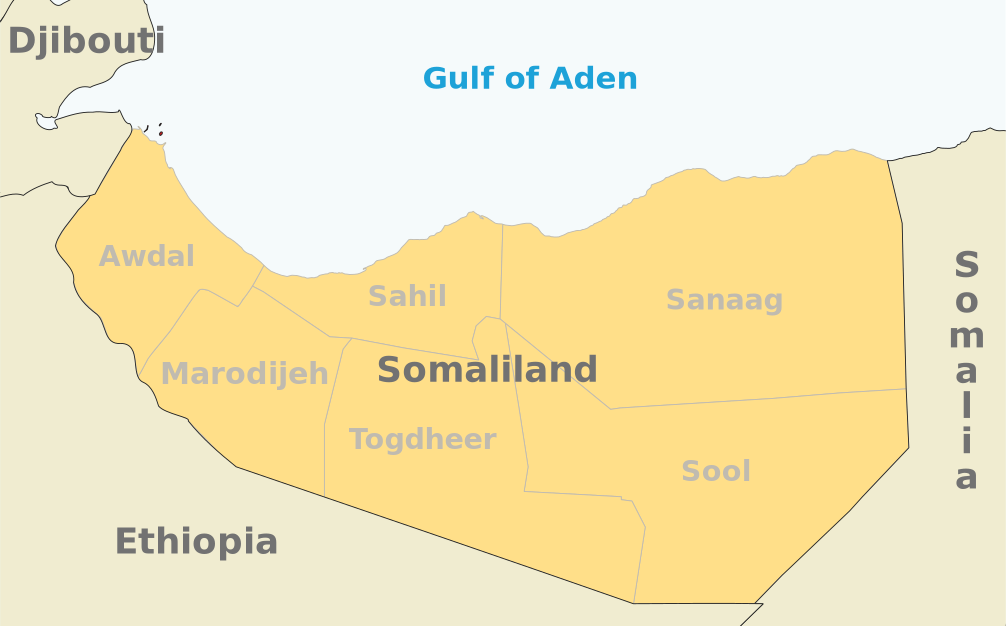

영국은 소말릴란드 전역(1900년~1920년)에서 디리예 구레와 그의 데르비시국에 대항하여 영토를 통제하기 위해 싸웠다. 1910년 영국 주둔군은 제1차 세계 대전이 끝날 때까지 해안으로 후퇴해야 했으며, 4번의 전역 끝에야 현지 병력, 킹스 아프리카 소총병(KAR) 대대, 그리고 영국 왕립 공군(RAF)의 3주간의 공격 끝에 1920년에 소말리 저항이 종식되었다. 이 식민지는 약 68,000 mi2 (180,000 km2)의 면적을 가지고 있었고, 해안에서 내륙으로 약 60 mi (97 km) 깊이의 평야가 있었으며, 평균 4,000 ft (1,200 m) 높이의 산맥에서 끝났다.
소말릴란드는 농업이 가능한 곳이 거의 없으며, 32만 명의 주민 대부분은 가축 사육으로 생계를 유지했다. 가장 큰 도시이자 항구인 베르베라는 사막과 잡목림으로 둘러싸여 있다. 추운 계절에는 인구가 약 3만 명이었으나, 여름철에는 약 1만 5천 명으로 줄어들었다. 이 항구는 훌륭한 정박지였으며 식민지의 주요 중계 무역항이었지만, 항구 시설이 없어 원정군에게는 부적합했는데 배는 3,000 총등록톤(GRT) 배를 비우는 데 10일이 걸리는 뗏목 방식으로 하역해야만 했다. 7월부터 8월까지 강하고 더운 바람인 "카리프"가 불 때는 선적과 하역이 불가능했다.

### 프랑스령 소말릴란드

전쟁 발발 이후 영국군과 프랑스군을 모두 지휘했던 폴 르장티옴 준장은 빌라 인치사 휴전 협정의 시행을 방해하며 영국과 계속 협력했다. 7월 27일, 프랑스령 소말릴란드에 관한 휴전 협정의 조건에 식민지의 비무장화와 이탈리아의 항구 및 아디스아바바 철도 프랑스 구간에 대한 자유로운 접근권이 있다는 것이 영국에게 밝혀졌다. 총독인 위베르 데샹이 비시 정권의 지시를 따르겠다고 말하자, 르장티옴은 그가 그렇게 하지 못하도록 무력을 사용하겠다고 위협했다. 현지 이탈리아 휴전 위원회가 접촉을 시도하자 르장티옴은 카이로에 시간을 벌겠다고 확신했지만 이탈리아군이 공격할 것으로 예상했다.
영국은 르장티옴이 휴전 조건을 모르는 척하는 동안, 이집트에서 순양함을 타고 블랙 워치 제2대대가 아덴으로 파견되어 프랑스군을 지원할 준비를 갖췄다. 르장티옴은 새로운 비시 프랑스 총독인 가에탕 제르맹 장군(7월 25일~8월 7일)의 입국도 거부했다. 7월 19일, 르장티옴은 총독 회의에서 해군 및 공군 지휘관들의 반대에 부딪혔고, 유혈 사태를 피하기 위해 비시 정권에 반대하는 이들이 떠나야 한다고 결정했다. 르장티옴은 시간이 다 되어 8월 5일 아덴으로 떠났고, 제르맹이 영국과의 관계를 단절하게 되었다. 이탈리아는 영국이 이 식민지를 교두보로 사용할 가능성에 대한 우려를 계속했다. 제르맹은 8월 7일부터 피에르 누아이에타로 교체되었고, 그는 9월 2일 프랑스에서 식민지로 도착했다.

## 서막

### 영국 방어 계획

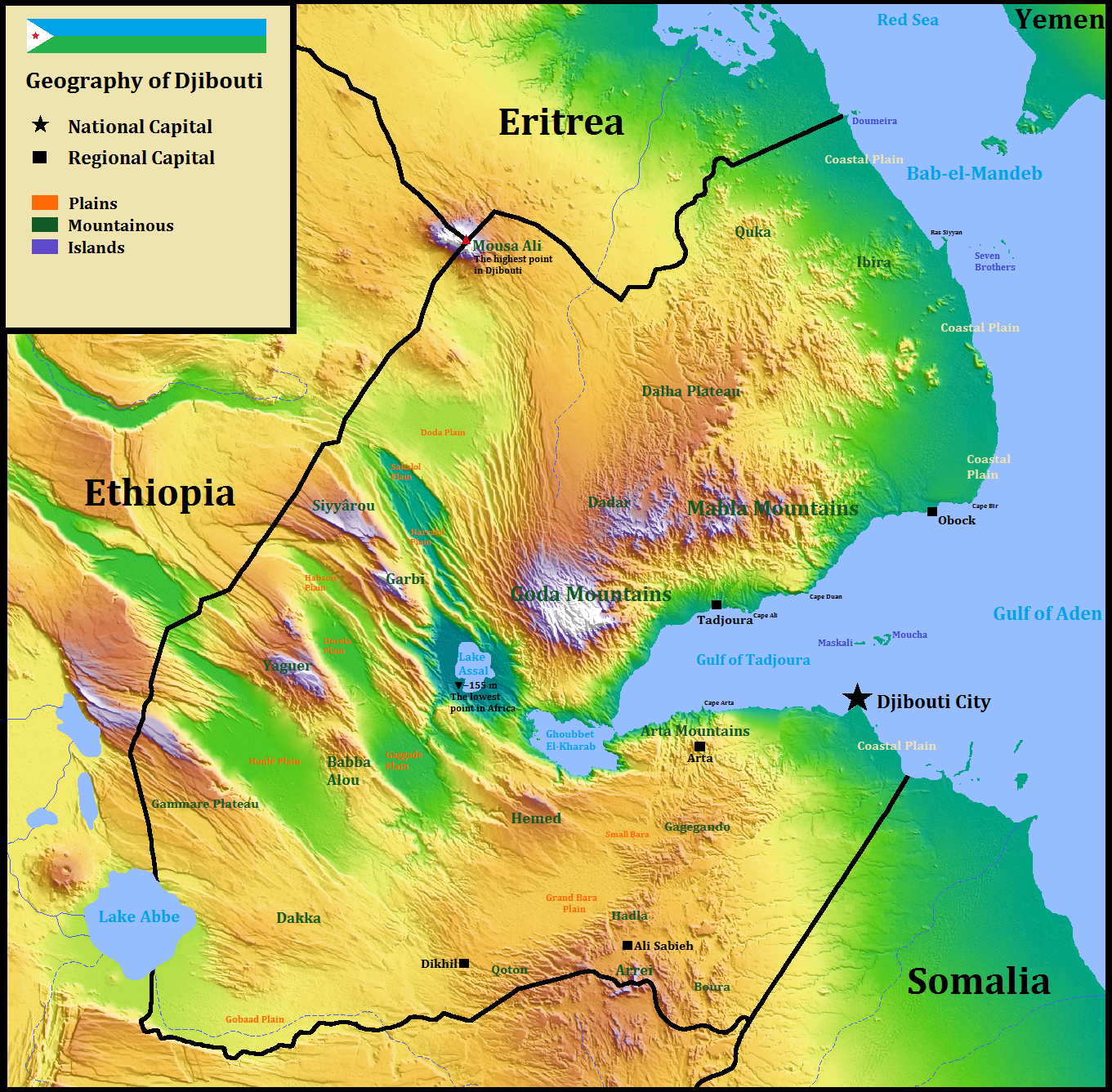

소말릴란드 국경은 총 1,210 km 길이었다. 이탈리아의 에티오피아 점령 이후, 프랑스령 소말릴란드와의 72 km 국경을 제외한 모든 국경이 새로운 이탈리아 식민지와 인접했다. 1936년 혼비 보고서에 따르면 영국 전쟁부는 침공에 대해 저항하지 않을 계획이었다. 1938년,아서 로렌스 총독은 그러한 패배주의적 정책을 비난하며, 식민지를 비무장화하거나 영국군이 떠나거나 식민지를 방어해야 한다고 제안했다. 영국군 사령관인 아서 레지널드 채터 준장(RM)에 따르면, 소규모 증원군이 현지 주둔군에게 12일 동안 침공에 저항할 수 있는 수단을 제공하여, 인도에서 구원군이 도착할 충분한 시간을 벌 수 있었지만 이 정책은 거부되었다. 1939년 8월, 대피 정책은 두 가지 시나리오에 따라 수정되었다. 프랑스군이 지부티를 방어하는 데 성공하면 영국군은 그쪽으로 철수하고, 프랑스군이 패배하면 영국군은 언덕으로 후퇴하여 상황을 주시하기로 했다. 모든 방어 준비는 전시 양군을 지휘할 르장티옴과의 협력에 기반을 두었다.
가짜 전쟁 동안 웨이벌은 지부티로의 철수 계획이 실행되지 않는 한 영국군이 프랑스 지휘를 받는 것을 꺼렸고, 이는 채터에게 더 많은 재량권을 주었지만 프랑스군과의 협력은 계속 유지했다. 채터는 하르게이사와 부라오에 주둔하여 지연 작전을 펼친 다음 언덕 지대로 후퇴하기를 원했다. 지부티에서 소말릴란드로 이어지는 주요 도로는 6개의 차량 통행이 가능한 고개가 있는 언덕으로 통제되었으며, 양측은 이 고개를 이탈리아군에게 빼앗기지 않고 연합군 반격 작전이 시작될 때 진격 기지를 제공하기 위해 주둔시켜야 한다는 데 동의했다. 1939년 12월, 영국은 다시 마음을 바꿔 침공에 저항해야 하며 제국의 위신을 위해 베르베라를 가능한 한 오래 유지해야 한다고 명령했다. 프랑스와 맺은 약속 때무네 프랑스는 식민지 요새화에 어러 노력과 비용을 들였다. 르장티옴과 파리 사이, 그리고 영국과 프랑스 동맹 내부의 불화 때문에 국경과 평행한 지레 고개와 도보 고개는 영국 식민지에 방어 기지를 둘 허가가 있었음에도 불구하고 요새화되지 않은 채로 남겨졌다.

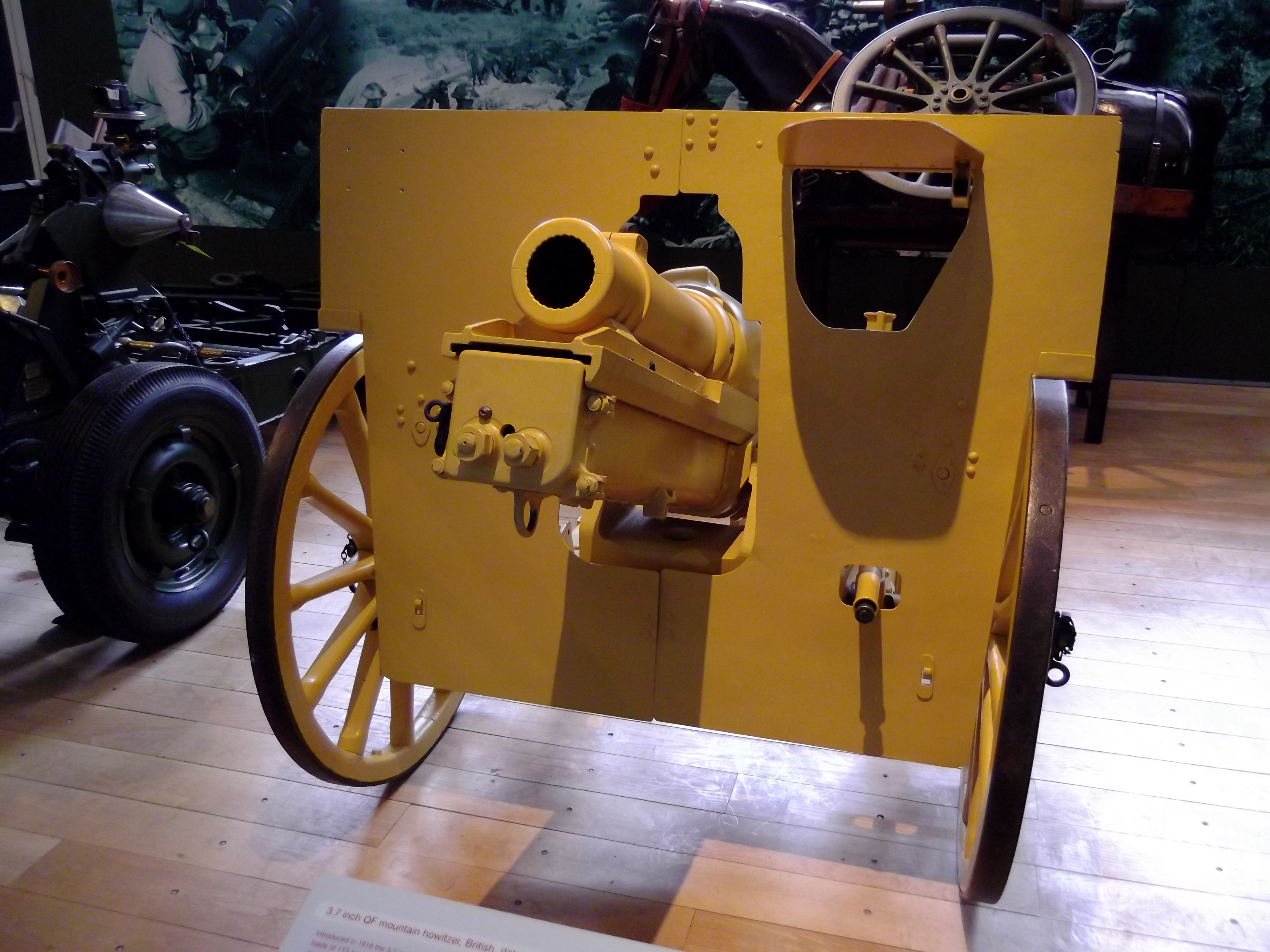

1940년에 631명의 소말릴란드 낙타 부대(SCC)는 식민지 내 5곳에 주둔했으며, 소수의 경찰 병력이 베르베라에 근무했다. SCC는 29대의 차량, 122마리의 말, 244마리의 낙타를 보유했지만, 중화기는 없었고, 오래된 벨기에산 .475 인치%s 구경의 단발 소총(품질이 의심스러운 140만 발의 탄약 포함), 기관총, 대전차 소총만 있었다. 2월에 영국 정부는 5월 중순까지 1,100명의 증원군을 파견할 계획이었지만 전쟁부와 식민지부 간의 재정 문제로 인해 첫 보병 대대는 5월 15일, 두 번째 대대는 7월 12일까지 도착이 지연되었다. 프랑스령 소말릴란드 주둔군은 지레와 도보 고개를 봉쇄해 줄 것을 요청받았지만, 영국의 전략은 프랑스령 소말릴란드가 더 유혹적인 목표가 되기를 바라는 것이었다.

### 영국군의 준비
빌라 인치사 휴전 협정 이후, 르장티옴의 친영파 회피가 끝나자 채터는 식민지가 유지 불능 상태가 되면 대피를 계획하라는 명령을 받았다. 8월까지 주둔군은 북로디지아 연대 제1대대(1st NRR), 니아살랜드 제2대대 KAR, 케냐에서 온 제1동아프리카 경포병대(4문의 3.7인치 산악포), 아덴 식민지에서 온 제2 펀자브 연대 제1대대와 제15 펀자브 연대 제3대대, 그리고 남로디지아 연대에서 온 장교 및 부사관 증원군 37명을 포함하는 SCC로 구성되었다. 8월 8일, 블랙 워치 제2대대가 도착했다. 병력은 서로 다른 풍습과 식사 방식을 가진 잡다한 구성이었고, 적절한 기지나 사령부도 없었으며, 포병, 수송 및 통신 장비가 부족했다. 항공기는 아덴에서 비행해야 했으며, 호위함 순찰과 대공 방어에도 바빴다. 아덴에서는 제23 포대 홍콩 및 싱가포르 여단 RA의 2문의 3인치 대공포만이 차출될 수 있었다.

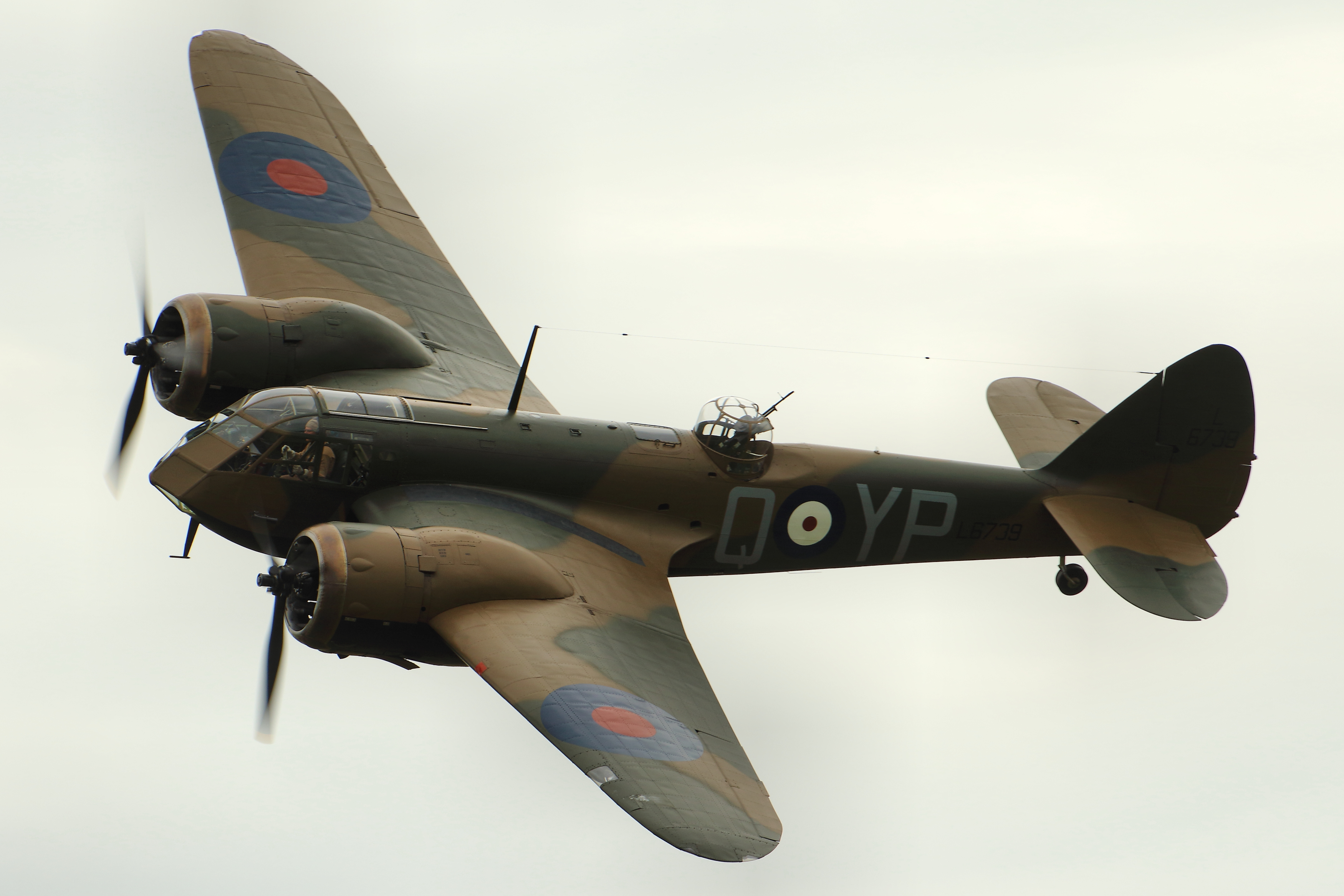

영국은 이탈리아의 침공 목표가 베르베라일 것이라고 예상했다. 에티오피아와의 국경은 방어하기에는 너무 길었고, 프랑스령 소말릴란드 근처의 제일라를 거쳐 해안 도로를 따라 동쪽으로, 또는 하르게이사나 부라오를 통해 항구 접근로를 막을 수 있는 방어선이 없었다. 내륙의 산악 지대는 하르게이사 및 부라오 도로에서만 바퀴 달린 차량과 궤도 차량이 통행할 수 있었는데, 하르게이사는 투그 아르간의 틈새를 통해 더 직접적인 경로였고, 부라오 도로는 셰이크 고개로 알려진 협곡을 통과했다. 언덕 북쪽으로는 해안 평야에 작은 병력이 더 큰 병력의 전진을 막을 수 있는 지형이 없었다.
채터는 투그 아르간에 2개 대대와 산악 포병대를 주둔시키고, 다른 두 접근로를 지키기 위해 1개 대대를, 그리고 1개 대대를 예비대로 두었다. 블랙 워치 부대가 도착하자 예비대로 들어갔고, 제3/15 펀자브 연대는 투그 아르간을 증원했다. 낙타 부대는 주요 방어선 앞에 스크린을 형성하여 침략군을 관찰하고 순찰대와 함께 지연 작전을 펼쳤다. 이 순찰대는 주로 국경 경찰 임무에 사용되는 무장 헌병대인 소말리 경찰대(일라로)였다. 아덴에 있는 영국 왕립 공군(RAF)은 제8비행대대(브리스톨 블렌하임 폭격기 2기 및 자유 프랑스 마틴 메릴랜드 2기), 제11비행대대, 제39비행대대, 제45 비행대대(블렌하임), 제203비행대대(블렌하임 IVF 장거리 전투기), 제94비행대대(글로스터 글래디에이터 전투기), 제223비행대대(비커스 웰즐리)를 보유하고 있었다. 브리스톨 봄베이 항공기 한 기가 제216비행대대에 참여했으며, 제84비행대대는 8월 15일에 블렌하임 IF 6기를 아덴으로 수송하여 손실을 대체했다.

### 이탈리아의 계획

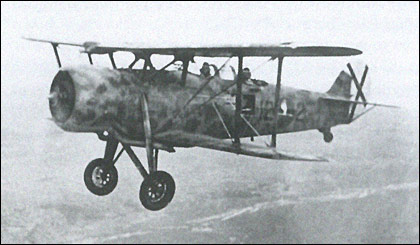
이탈리아 왕립 공군의 IMAM Ro.37 Lince(스라소니) 정찰기}}

이탈리아군은 프랑스의 의도에 대해 계속 의심을 품었고, 르장티옴이 제르맹으로 교체된 후에는 지부티를 통한 영국의 침공을 두려워했다. 로마로부터 신중하라는 명령을 받았음에도 불구하고, 아오스타는 영국군의 개입을 막기 위해 베르베라에 동시 진격하면서 지부티를 점령하기를 원했다. 아오스타는 6월 18일 무솔리니에게 계획을 제출했고, 8월에 침공 허가를 받았다. 기다리는 동안 아오스타와 그의 부관인 굴리엘모 나시 장군은 예상되는 적군  세력과 작전 목표에 대한 평가를 완료했다. 7월 14일, 그들은 주된 전투가 카림과 제라토 고개에서 벌어질 것이며, 방어군이 버티면 이탈리아군이 측면을 포위할 수 있을 것이라고 예측했다. 이탈리아 침공군은 5개 식민지 여단, 3개 검은 셔츠단 대대, 5개 반다, M11/39 중형전차 반개 중대와 L3/35 경전차 한 개 대대, 여러 대의 장갑차, 21개 곡사포 포대, 팩 포병 및 항공 지원을 포함했다.

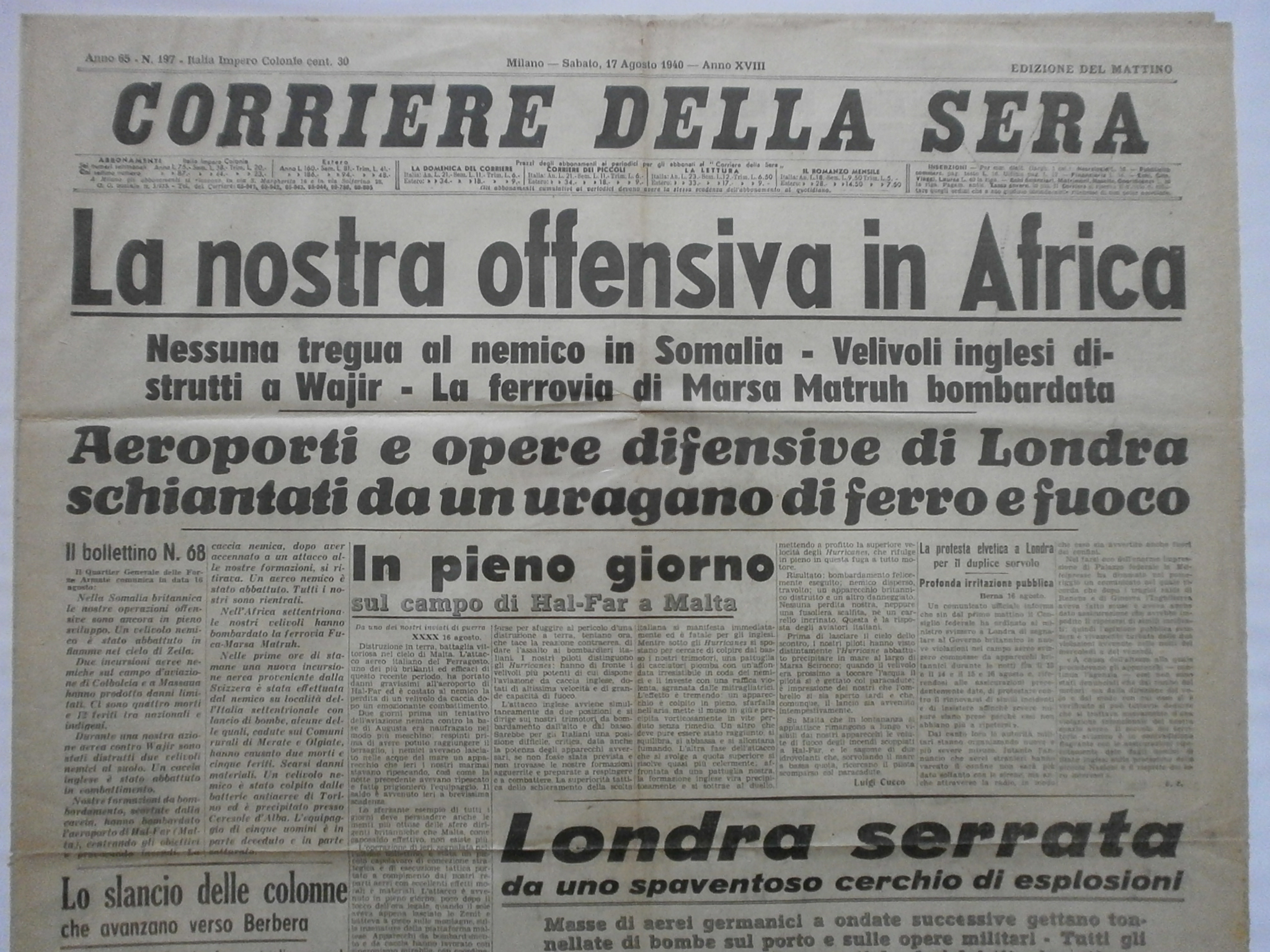

카를로 데 시모네 중장은 7월 25일 주력부대 사령관으로서 지침을 내렸다. 주력부대는 3개 여단으로 구성된 11개 아프리카 보병대대, 3개 검은 셔츠단 대대, 전차 및 장갑차를 포함한 하라르 사단이었다. 프랑스군과 영국군이 합류하거나 하라르를 공격하기 위한 증원군을 받는 것을 막기 위해 수비대를 격파하고 영국령 소말릴란드를 점령해야 했다. 아사 언덕이 해안에서 내륙으로 약 50 mi (80 km) 떨어진 곳에 4,500 ft (1,400 m) 이상으로 솟아 있었기 때문에, 이탈리아군은 베르베라로 향하는 바퀴 달린 차량 및 궤도 차량의 접근로를 세 가지 고려해야 했다.
가장 넓은 고개를 가진 직접적인 경로는 하르게이사를 통하는 것이었고, 이탈리아군의 계획은 서부 종대가 프랑스령 소말릴란드를 봉쇄한 다음 경량 부대를 해안 도로를 따라 동쪽으로 보내는 것이었다. 동부 종대(아르투로 베르텔로 준장)는 남쪽의 오드웨이나와 부라오로 이동하여 중앙 종대의 측면을 엄호하고 필요시 중앙 종대와 연결할 준비를 했다. 데 시모네는 중앙 종대와 함께 하르게이사와 아달렉에 기지를 구축한 다음, 미르고 고개를 통해 베르베라로 향하는 주된 공격을 감행할 것이었다. 서부 종대(시스토 베르톨디 중장)는 제일라로 진격하여 프랑스령 소말릴란드와의 국경을 봉쇄한 다음, 해안 도로를 따라 동쪽으로 베르베라를 향해 이동하기로 계획했다.

## 전투

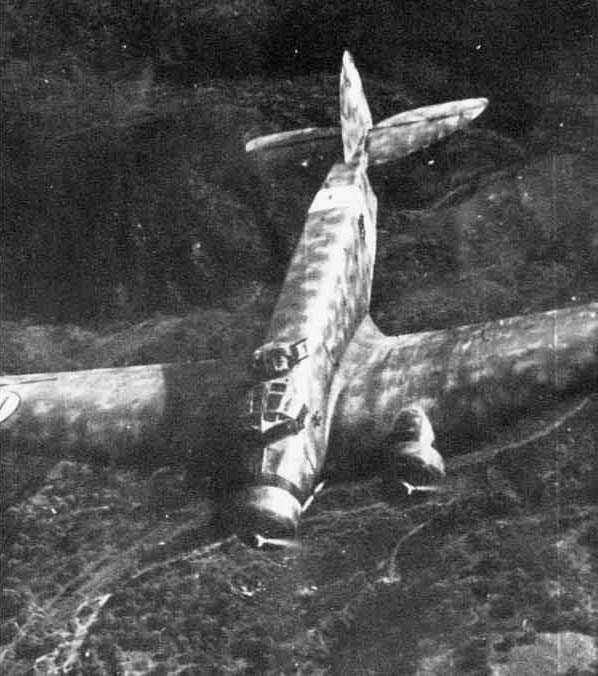

7월 31일, 이탈리아 제18글라이더단은 6대의 Ca 133 폭격/수송기를 싣고 디레다와 근처의 스켈레네 비행장에 도착했다. 8월 1일, 영국령 소말릴란드 침공을 위해 서부 지역 전술사령부(CTSAO)가 창설되었다. 처음에 CTSAO(콜랄티 장군)는 폭격기 27기, 전투기 37기, 정찰기 7기를 보유했다. 오후에는 3대의 SM 81 폭격기가 제일라 해상 선박을 공격하는 동안, 제8 및 제39비행대대의 블렌하임 Mk I 폭격기 6기로 구성된 두 편대가 제203비행대대의 블렌하임 IVF 2기의 호위를 받으며, 그날 아침 발견된 키넬레의 이탈리아 비행장을 폭격했다.
블렌하임 폭격기가 대공포 사격을 뚫고 10,000 ft (3,000 m)로 급강하하는 동안, 제410글라이더단의 CR 42 전투기가 디레다와(약 8 mi (13 km) 거리)에서 긴급 발진하여 블렌하임 IVF 폭격기들을 공격했다. 두 번째 편대의 블렌하임 6대가 도착하자, 제410글라이더단 사령관인 코라도 리치 대위는 그의 CR 32를 타고 이륙하여 한 대를 격추시켰다. 블렌하임 폭격기가 제일라 상공을 비행하여 귀환하던 중, 승무원들은 SM 81 폭격기 한 편대가 항구를 공격하는 것을 발견했다. 블렌하임 3대가 대형을 이탈하여 이탈리아 폭격기 한 대를 격추시켰다. 8월 2일 아침, 39 비행대대가 키넬레 비행장을 다시 습격했고, 제413글라이더단의 CR 42기가 이를 요격했다. 사령관인 코라도 산토로 대위의 CR 42기는 엔진에 피격되어 불시착했다.
1940년 8월 3일, 영국 공군 정찰대는 약 400명의 이탈리아군이 비야드에서 국경을 넘은 것을 발견했다. 나시는 무선 및 연락기를 통해 데 시모네와 소통했다. 중앙 종대는 국경을 넘어 아사 언덕의 하르게이사와 투그아르간으로 향했고, 서부 종대는 제일라로 진격했으며, 동부 종대는 방어군을 속이고 기회를 포착하기 위해 동쪽으로 오드웨이나로 향했다. 8월 4일 일찍, 중앙 종대는 SCC의 관찰을 받으며 하르게이사로 진격했고, SCC는 지연을 위해 종대와 교전했다. 오후에는 3대의 SM 81이 베르베라를 공격했고, 94 비행대대의 글래디에이터 전투기 한 기가 제15글라이더단의 전투기 한 기를 공격하여 승무원 1명이 사망하고 2명이 부상당한 채 지지가에 도착했다. 8월 4일에는 제44비행단의 SM 79 폭격기 2대가 디레다와에 도착했고, 제94비행대대의 글래디에이터 전투기 2대는 투그 아르간에 더 가까운 남쪽의 라페루그로 이동했으며, 두 활주로는 소화기 방어만 가능했다. 베르베라에는 3인치 대공포 2문이 있었지만 이는 항만 방어를 위해 아껴두었다. 밤에는 아덴의 216 비행대대가 브리스톨 봄베이 폭격기를 디레다와에 폭격하기 위해 보냈지만, 번개 폭풍으로 승무원은 줄라로 우회해야 했다.

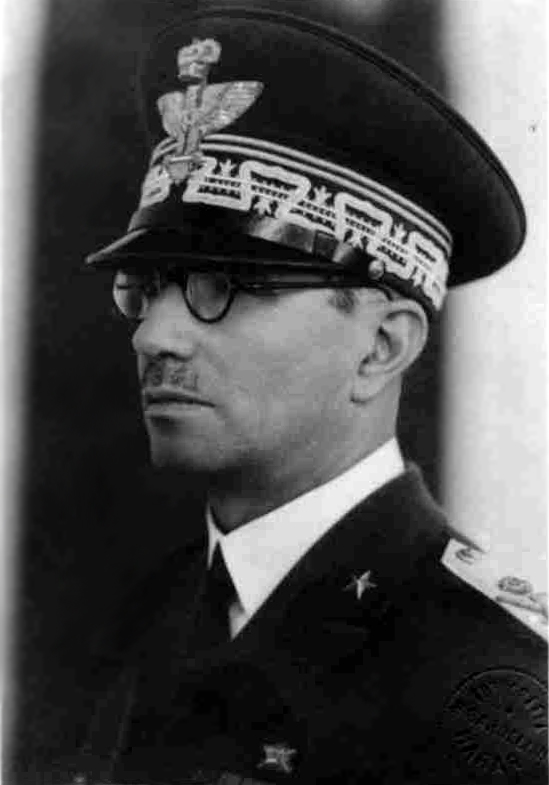

8월 5일, 이탈리아 침공군이 하르게이사를 점령하는 동안, 제110글라이더단의 Ro 37bis 정찰기가 엄호하고 SM 79기들이 제일라, 베르베라, 아덴을 공격했으며 아디스아바바에서 SM 79기 2대와 도그하부르에서 Ca 133기 3대가 추가로 도착하여 작전에 참여했다. 제8비행대대의 블렌하임 3대 편대는 하르게이사 서쪽의 이탈리아 차량 행렬에 세 번의 공격을 가했고, 블렌하임 1대는 제410글라이더단의 CR 32기에게 격추되었다. 주로 비정규군으로 구성된 동부 종대는 8월 6일 오드웨이나에 도달한 후 부라오가 아닌 투그아르간의 아달레흐(소말리어로 건조한 모래 강바닥을 뜻하는 tug) 마을 쪽으로 북서진했다. SCC와 일라로(일반적으로 경찰 임무에 고용되는 소규모 현지 징집군) 소규모 순찰대는 다른 영국 및 영연방군이 투그 아르간으로 후퇴하는 동안 지연 작전을 수행했다. 01:00에 12대의 경전차가 일렬로 전진했고, 그 중 3대가 SCC와 고지를 방어하던 NRR 중대의 보이스 대전차소총 사격에 명중되어 무력화되었다. 8월 6일, 제8 및 제39비행대대의 블렌하임기는 계속해서 정찰 및 이탈리아군 종대 공격 임무를 수행했다. 제8비행대대 블렌하임기 1기는 CR 42기 12대의 공격으로 손상되었고, 이탈리아 조종사들은 폭격기 1기 격추와 1기 격추 추정 보고를 했다. 하르게이사가 점령되자 CR 32기 2기와 CR 42기 2기가 8월 7일 디레다와에서 도착하여 순찰을 시작했고, 남쪽에서는 Ca 133기가 전선 상공에서 출격했다.

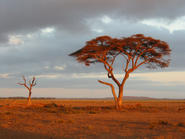

이탈리아군은 하르게이사에서 이틀간 정비한 후 아사 언덕의 카림 고개를 통해 투그아르간으로 진격을 재개했다. 아오스타는 서두르라고 재촉했지만, 나시는 교통량과 비로 인해 도로 상태가 악화되고 있다는 이유로 서두르기를 거부했다. 이탈리아군의 진격은 8월 8일에 재개되었고, 이틀 동안 영국군 방어선에 접근하면서 공격 준비를 했다. 방어군은 이탈리아 중형전차가 있음을 보고했고, HMAS 호바트 함장은 함의 QF 3파운더 호치키스 포 예포, 3명의 승무원, 그리고 30발의 탄약을 기부했다. 베르베라에 있던 글래디에이터 전투기 2기는 오전 6시에 이탈리아 전투기 3기의 공격을 받아 지상에서 포착되었다. 글래디에이터 한 대는 불에 탔고 다른 한 대는 손상되었다. 이 소식이 라페루그에 전해지자 나머지 두 대의 글래디에이터는 아덴으로 돌아가라는 명령을 받았다. 아덴의 제203비행대대 소속 블렌하임 IVF가 베르베라를 대신 순찰했지만, SM 79 두 기가 항구를 폭격했다. 정오경 블렌하임 한 기가 베르베라를 폭격하는 SM 79 세 기를 공격하여 한 기를 손상시키고 승무원 한 명을 죽였다. SM 81 3기가 오전에 고도제 고개를 공격했고, 세 대의 Ca 133이 케림 고개를 폭격했다. Ro 37bis는 계속 정찰 임무를 수행했고 전투기 순찰은 유지되었다. CR 32 한 기와 CR 42 한 기가 하르게이사에서 착륙 사고로 손상되었다.

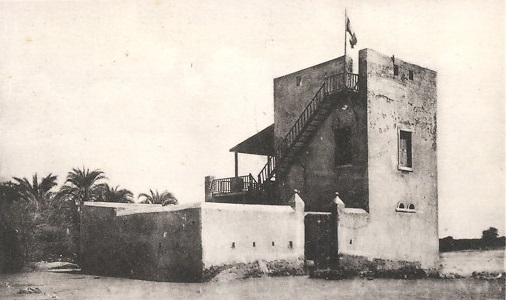

북쪽에서 베르톨디 종대는 프랑스령 소말릴란드로 진입하여 국경 근처의 프랑스 요새 로야다를 점령한 다음 남하하여 베르베라에서 북서쪽으로 약 150 mi (240 km) 떨어진 제일라를 점령하여 프랑스령 소말릴란드와의 통신을 차단했다. 베르톨디는 해안 도로를 따라 남동쪽으로 천천히 진격하기 시작했고, 아덴의 간헐적인 공중 공격과 해상 포격에도 불구하고 SCC 후위대를 불하르 마을까지 8월 17일까지 밀어붙였다. 웨이벌이 런던에서 회담을 위해 카이로를 떠나기 직전, 침공군의 규모에 대한 보고를 받고 특별 호송대를 통해 제4인도보병사단의 야전포병 연대 대부분과 대전차포 2문을 이집트에서 소말릴란드로 보내도록 명령했다. 인도 육군에게는 보병 대대, 야전 포대, 야전 중대로 구성된 제5인도보병사단의 선발대를 베르베라에 상륙하도록 요청했다. 포트사이드의 대공포는 식민지로 보내지도록 명령되었지만, 이 결정은 이틀 후 조용히 철회되었다. 리드 고드윈오스틴 소장이 확대된 병력의 사령관으로 임명되었고, 투그아르간을 방어하고 이탈리아의 침공을 격퇴하며, 필요하다면 방어군을 은밀히 대피시킬 계획을 세우라는 명령을 받았다. 고드윈오스틴은 7월 11일 베르베라에 도착하여 그날 저녁 지휘권을 인수했다. 하지만 증원군은 너무 늦었고, 수단으로 방향을 돌렸다.

### 투그아르간 방어선

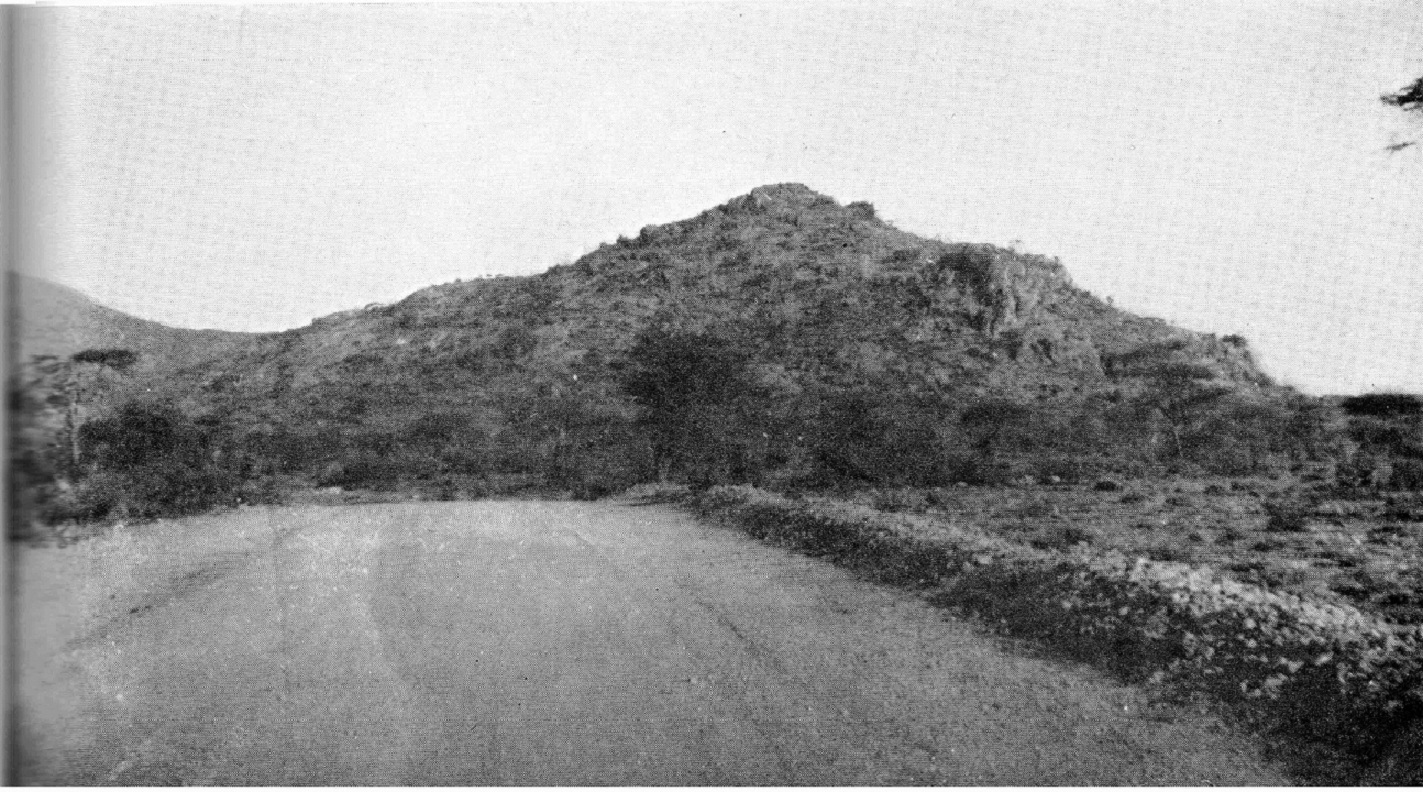

8월 7일부터 8일까지 방어군은 제1/2 펀자브 연대와 블랙 워치 제2대대의 증원군을 받았다. 8월 10일까지 데 시모네는 투그아르간 후방의 영국군 진지에 접근하여 이탈리아군의 공격을 준비했다. 하르게이사에서 온 도로는 케림 고개를 통해 투그아르간으로 북쪽으로 꺾인 다음, 남쪽의 아사 언덕과 북쪽의 언덕 및 건천(투그) 사이에서 동쪽으로 이어진다. 이 고개는 간간이 가시덤불이 있는 평평한 돌밭이며, 투그와 함께 약 2,000 to 2,500 yd (1,800 to 2,300 m) 간격으로 떨어져 있는 몇 개의 바위투성이 언덕이 있는데, 방어군은 각각 블랙, 노블리, 밀, 관측 언덕으로 명명했으며, 밀 언덕에서 동쪽으로 2 mi (3.2 km) 떨어진 곳에 캐슬 언덕이 있다.
각 진지는 기관총 진지와 적당량의 철조망으로 요새화되어 있었다. 방어선은 우회할 수 없었고 좋은 관측 지점을 가지고 있었지만, 포병이 너무 적어 이점이 의심스러웠다. 방어군은 틈새를 커버하기에 너무 적었고, 언덕은 공격자가 그 사이를 통과할 수 있을 만큼 멀리 떨어져 있었으며, 캐슬 언덕만이 다른 요새화된 언덕 뒤에 있었기 때문에 종심 방어를 할 수 있는 여지가 거의 없었다. 블랙 언덕에서 8 mi (13 km) 떨어진 미르고 고개와 아사 언덕의 제라토 고개를 통하는 여러 개의 낙타 길이 있어, 이탈리아군이 수적 우위를 활용할 수 있는 추가적인 기회를 제공했다. 8월 9일 오전에 이탈리아 전투기 3기가 베르베라 비행장을 기총소사했지만 손상된 블렌하임기만 발견했다. 항공기는 기지 인원의 사격을 받았고, 항구에 있던 호주 순양함 호바트도 기관총으로 대응했다. 전날 손상된 글래디에이터는 해체되어 아덴으로 옮겨졌다. 8월 10일, 이탈리아 북부 종대는 해군 포격과 아덴에서 날아온 항공기의 폭격에도 불구하고 제일라에 도착했다. 이 종대는 결국 거친 지형으로 인해 차량 타이어가 손상되어 멈췄다.

### 투그아르간 전투

호바트에서 온 호주군 병사들이 호치키스 포를 가지고 8월 10일 새벽에 도착했지만, 포를 장전하려면 해체해야 했고 이 때문에 발사 속도가 5분당 1발로 줄어들었으며, 32발의 HE 탄약과 32발의 고체탄도 곧 소진되었다. 투그아르간 전투가 시작되었고, CR 32기 2기와 CR 42기 1기가 디레다와에서 하르게이사로, 제53글라이더단의 Ca 133기 1기와 함께 파견되었다. 아디스아바바에서 온 SM 79기 5기는 디레다와로 이동했다. 아침 일찍 제8비행대대는 블렌하임기 3기를 투그아르간의 이탈리아군을 향해 급강하 폭격하기 위해 보냈고, 그 중 1기는 CR 42기의 공격으로 손상되었다. 오후에는 블렌하임기 3기가 두바토 마을을 폭격했고, 그 중 2기는 귀환 도중 충돌하여 화염에 휩싸여 추락했다. 8월 11일 오전에는 Ca 133기 6기와 SM 81기 3기가 고도제 고개에 공격을 가했고, SM 81기 1기가 지상 사격으로 격추되었다. CR 42기 3기가 라페루그를 기총소사했고, SM 79기 1기가 그 후 활주로를 폭격했다. 블렌하임기 1기가 이탈리아군에게 격추되었다고 주장되었지만, 영국 기록에는 손실이 기록되지 않았다.
8월 11일, 이탈리아군은 포격을 가한 후 보병여단으로 펀자브 능선의 아사 언덕 서쪽 끝을 공격하여, 제15펀자브연대 제3대대의 방어 중대를 밀어냈고, 이후 반격을 격퇴했다. 밀 및 노블리 언덕에 대한 공격은 실패했다. 새벽에는 제11 및 제39비행대대의 블렌하임기 두 기가 아덴에서 다르보루크 주변의 이탈리아군 포병의 대공포 사격을 받은 채로 폭격했고, 그 후 제11비행대대 블렌하임기는 CR 42기에게 공격받아 손상되었고, 승무원들은 영국군에게 메시지를 전달하려 노력했다. 제39비행대대 항공기도 공격받아 베르베라에 비상 착륙했다. 약 두 시간 후, 제39비행대대의 블렌하임기 세 기가 공격을 반복하기 위해 도착했고, 선두기는 제410글라이어단의 CR 32기에게 공격받았다. 세 번째 블렌하임기의 조종사는 공격을 목격하고 폭탄을 투하한 후 이탈리아 전투기를 공격했고, 이탈리아 전투기는 정면 공격을 가해 블렌하임 조종사를 부상시키고 관측병을 사망시켰다. 조종사는 베르베라에 도달하여 불시착했고, 이탈리아 조종사도 부상당했다. 공격 도중 제203비행대대의 블렌하임 IVF가 베르베라를 순찰하며 SM 79기 세 기를 요격하려 했지만 조종석에 명중하여 조종사와 항해사가 부상을 입고 추격을 중단했다. 이탈리아 항공기는 하루 종일 지상 지원을 제공했고, Ca 133기 6기가 만데라와 라페루그를 폭격했다.
8월 12일, 모든 영국군 진지가 동시에 공격을 받았고 저녁이 되자 가장 덜 요새화된 밀 언덕이 북로디지아 연대 병력의 단호한 저항 끝에 점령되었다. 동아프리카 경포병대의 곡사포 2문이 손실되었고, 이탈리아군은 아사 언덕에 자리 잡아 고개의 남쪽을 장악했다. 8월 13일 노블리 언덕의 방어군은 또 다른 공격을 격퇴했지만, 이탈리아군은 방어 지역을 지나 미르고 고개를 따라 침투하여 물과 탄약을 운반하던 호송대를 매복 공격했고, 이들은 캐슬 언덕까지 싸워서 통과했다. 8월 13일, CTSAO 항공기는 아다들레 동쪽 지역에 집중했다. Ca 233기가 제라토 고개를 폭격했고, 베르베라에 추락한 블렌하임기는 CR 32기에 두 번 기총소사를 당했는데 두 번째 공격에서 한 기가 소화기 사격에 맞아 영국군 점령지 내에 착륙했다. SM 81기 3대가 샤샤마네(아디스아바바 남쪽)에서 디레다와로 추가로 이동했다. 투그아르간에서 이탈리아군의 측면 공격으로 영국군은 베르베라로 철수를 시작했다. 제223비행대대 웰즐리 11기가 아덴의 RAF를 증원하기 위해 파견되었다.
8월 14일, 캐슬 언덕과 관측 언덕이 폭격과 포격으로 공격받았으나, 관측 언덕 공격은 실패했다. 무솔리니는 아오스타에게 다음과 같이 신호를 보냈다.
작전 상황을 더 낫게 하기 위해 소말릴란드에 가용 가능한 모든 예비 병력을 투입하라. 전 제국 공군에 협력하라고 명령하라.— 무솔리니

서부 종대의 이탈리아군 부대는 제일라와 해안 도로를 따라 베르베라로 진격하는 종대에 대한 공중 공격 당했다고 보고했으며, 폭격기 한 기가 이 와중 격추되었다고 주장했지만, RAF 기록에는 손실이 기록되지 않았다. SM 79기들은 불하르 앞바다의 선박들을 공격했고, SM 81기 3기와 Ca 133기 3기는 고도제 고개 근처의 요새와 인근 베르베라 도로로 후퇴하는 병력을 폭격했다. CR 32기 3기는 라페루그, 만데라, 베르베라로 향하는 도로 수송대를 공격했다.
투그아르간에서 2 KAR 제2중대 두 개 중대가 미르고 고개로 향한 반격은 이탈리아군의 공격에 밀려 후퇴하기 전까지 어느 정도 성공을 거두었다. 이탈리아군은 방어군을 유일한 보급선에서 차단할 수 있는 위치에 근접했다. 이탈리아군의 포병 우위는 방어 지역이 하나씩 격파될 수 있음을 의미했다. 4일 후, 방어군은 지쳐 있었고 후퇴할 더 좋은 위치가 없었다. 베르베라만을 지키려는 시도는 무의미했을 것이다. 고드윈오스틴은 헨리 윌슨 이집트 주둔 영국군 총사령관에게 상황을 알렸고, 투그 아르간에서 더 이상의 저항은 무의미하며 병력 손실로 이어질 가능성이 높다고 결론지었다. 웨이벌은 런던으로 소환되어 8월 7일에 도착했지만, 윌슨은 그에게 상황을 계속 보고했으며 식민지 대피 명령 결정을 몇 분 만에 런던에 알렸다. 웨이벌은 처칠에게 이 상황을 피할 수 없다고 말했고, 웨이벌은 카이로로 돌아갔다. 철수는 병력의 약 70%를 구할 수 있을 것으로 예상되었지만, 필요하다면 방어군은 계속 싸울 것이었다. 미르고 고개로의 공격이 실패한 것이 명확해지자, 상황을 만회하거나 철수를 엄호할 충분한 병력이 남았다. 8월 15일 일찍 고드윈오스틴은 윌슨에게 자신의 결론을 알렸고, 윌슨은 그에게 식민지에서 철수하라고 명령했다. 고드윈오스틴은 베르베라에서 약 33 mi (53 km) 떨어진 바르카산으로, 그리고 항구에서 17 mi (27 km) 떨어진 나시예흐로 천천히 후퇴할 계획을 세웠다. 세 밤 동안, 민간인과 병력이 승선할 예정이었는데, 소요 시간은 몬순이 큰 영향을 미쳤다. 몬순은 보통 밤과 정오 이전에 배로 접근하기 어렵게 만들었다.

### 베르베라로의 후퇴

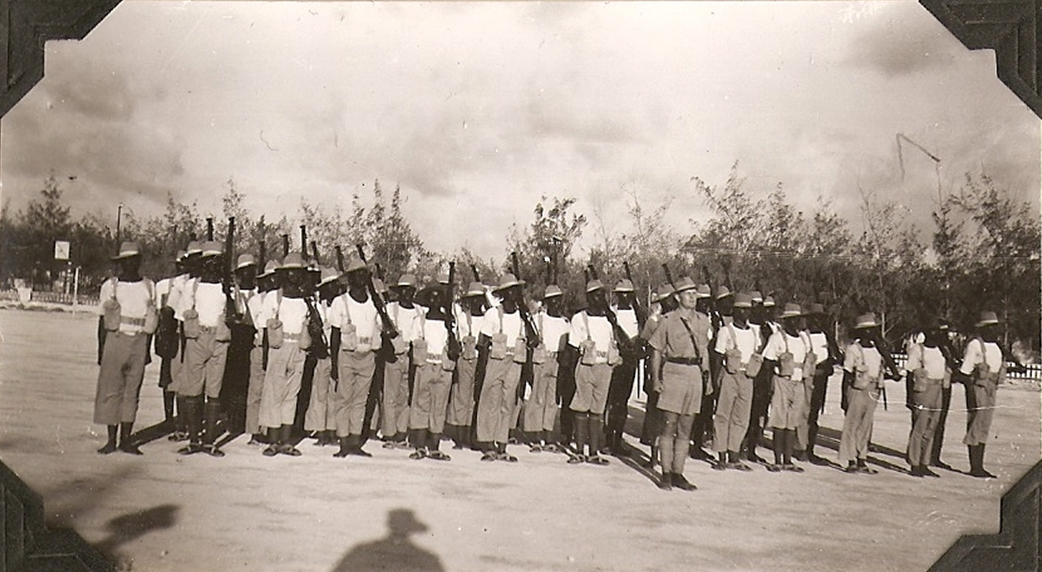

8월 15일, CTSAO 폭격기는 계속해서 육군을 지원하는 출격을 감행했다. Ca 133기 3기가 라페루그 주변을 폭격했고, SM 79기 3기가 베르베라 주변 병력을 폭격했다. 블렌하임 I 폭격기 6기가 이라크에서 아덴의 RAF를 증원하기 위해 비행했고, 카마란 섬을 통과할 때 SM 81기 1기가 편대 아래로 비행했다. 블렌하임기는 폭격기로 급강하하여 3기가 사격 위치를 잡고 격추시켰다. 착륙 후 승무원들은 항공기를 넘겨주고 다음 날 봄베이 수송기를 타고 이라크로 돌아갔다. 오랜 포격 끝에 이탈리아군은 관측 언덕을 점령했고, 밤 동안 NRR은 블랙, 노블리, 캐슬 언덕에서 후퇴했다. 블랙 워치, 2 KAR의 2개 중대, 그리고 1/2 펀자브 연대의 일부가 투그아르간 후방 약 10 mi (16 km) 떨어진 베르베라 도로의 바르카산에서 후방 경계대를 형성했고, 다른 병력은 나시예흐로 후퇴했다.
CTSAO는 항만에 대한 작전을 집중했고, 새벽 공격에서 SM 81 폭격기 2기가 항구의 선박을 공격하다가 대공포 사격으로 손상되었다. 정오에는 SM 79 폭격기 2기가 폭격을 가했고, 그 중 한 기도 대공포 사격으로 손상되었다. 세 번째 이탈리아 공습을 하던 SM 79 폭격기 3기가 제8비행대대의 자유 프랑스 비행대 소속 마틴 메릴랜드기 2기와 마주쳤는데, 이 메릴랜드기는 베르베라를 순찰 중이었고, 메릴랜드 조종사 한 명은 SM 79기 1기를 격추했다고 주장했다. 이는 확인되지 않았지만, 곧 화염에 휩싸여 추락했다. 디레다와의 CTSAO는 제44비행단의 SM 79기 2기와 아디스아바바의 제411글라이더단의 CR 32기 3기, 샤샤만나의 SM 81기 3기로 증원되었다.
퇴각하는 영국군을 이탈리아군이 조심스럽게 추격하여 8월 17일 바르카산의 방어군을 공격했다. 블랙 워치 부대는 여러 차례 반격을 가하여 이탈리아군을 격퇴했지만, 방어선이 측면 포위되는 것은 시간 문제였다. 베르베라에서의 철수는 예상보다 순조롭게 진행되었고, 고드윈오스틴은 나시예흐의 후방 부대를 철수시키고 밤이 되자 바르카산의 후방 부대까지 철수하는 데 성공했다. 블렌하임기 5기가 하르게이사의 점령된 비행장을 폭격했고, Ca 133기 5기가 CR 32 전투기 2기의 호위를 받으며 셰이크의 영국군 주둔지를 폭격했다. 정찰 임무 중이던 39 비행대대 블렌하임기 1기가 지상 사격에 피격되어 바다에 추락했고, 승무원은 순양함 HMS 케레스에 구조되었다. 이탈리아 침공이 완료될 무렵, 제4비행단의 SM 81기 3기가 샤샤만나로 돌아갔고, 제44비행단의 SM 79기 2기가 아디스아바바로 돌아갔으며, 리비아에서 날아온 SM 79기 증원군으로 제10글라이더단이 SM 81기를 교체한 후 에리트레아의 구라에서 제10글라이더단, 제28비행단의 SM 79기 3기가 추가로 도착했다. 아덴에서 제39비행대대는 블렌하임기 2기를 제11비행대대에 양도하여 각 비행대대가 작전 가능한 폭격기를 각 5기씩 보유하게 되었다.

### 철수
영국 왕립 해군은 만조 부두를 건설하고 민간인과 행정 관료를 대피시키기 시작했다. 8월 16일, 영국은 병력 승선을 시작했다. 8월 8일부터 이탈리아 왕립 공군의 아덴만과 베르베라의 영국 선박에 대한 공격은 거의 효과가 없었다. 호바트함은 두 차례 공격으로 약간 손상되었고, 보조선 차크디나호는 파편 손상을 입었다. 8월 17일, 베르베라 서쪽 약 40 mi (64 km) 떨어진 불하르의 이탈리아 서부 종대는 경순양함 케레스와 교전하여 포격으로 저지되었다. 해가 진 후, 후방 부대는 최소한의 손실로 베르베라로 철수했고 8월 18일 새벽까지 선적이 완료되었다. 8월 18일 05:35에 제11비행대대 블렌하임기 3기가 라페루그 근처의 이탈리아군 차량을 폭격했고, 제410글라이더단의 CR 32기 2기에 요격되어 블렌하임기 1기가 화염에 휩싸여 격추되었다. 승무원은 낙하했지만, 두 명은 화상으로 병원에서 사망했다. 블렌하임기기 이륙한 직후, 제223비행대대의 웰즐리기 5기가 페림섬에서 날아와 악천후 속에서 아디스아바바 비행장을 폭격했다. CR 42기 한 기가 웰즐리기 4기에 손상을 입혔고, 웰즐리 승무원은 격납고 2개 파괴, 2개 손상, SM 79기 4기 파괴, 2기 손상, 아오스타의 경주용 자동차가 파괴되었다고 주장했다. 이탈리아 기록에는 SM 79기 1기, S 75기 1기, Ca 133기 3기 파괴, SM 79기 1기와 SM 81기 1기 손상으로 기록되었다. 오전 중 SM 79기가 베르베라를 두 차례 공격했고, 정오 직후 CR 42기 2기의 호위를 받은 SM 79기 3기가 공격했으며, 전투기는 블렌하임 F기를 몰아냈다. 이탈리아군은 베르베라 앞의 두 번째 영국군 방어선을 극복했다.
8월 19일 새벽 아덴으로 출항하기 전, 지휘부가 탑승한 호바트함은 낙오자를 수습하고 건물, 차량, 연료 및 비축 물자 파괴를 완료하기 위해 남아 있었다. 예인선 퀸호는 작전 중 유일하게 손실된 영국 함선으로, 8월 18일 승무원의 결정으로 자침되었다. 이탈리아군은 예인선을 다시 띄워 "스텔라 디탈리아호"로 이름을 변경했고, 이는 바브엘만데브 남쪽의 유일한 이탈리아 해군 함선이다. 영국 왕립 해군은 7,140명을 태웠는데, 그 중 5,690명은 일선 병력이었고, 1,266명의 민간인과 184명의 환자가 있었다. SCC 소속 소말리인 대부분은 영국군이 돌아올 때까지 집으로 보내졌으며, 이전의 게릴라전 계획은 폐기되었다. 탑승한 SCC 대원은 같은 이름으로 장갑차 부대가 되었다. 이탈리아군의 철수 방해는 거의 없었는데, 아마도 8월 15일 아오스타가 바티칸을 통해 평화 협정이 중재될 것이라는 희망으로 나시에게 영국군이 너무 많은 전투 없이 철수하도록 허용하라고 명령했기 때문일 것이다. 마지막 CTSAO 공습은 SM 79기 3기가 베르베라를 공격하는 것이었다. 그 직후, 아덴에서 온 영국 항공기가 그날 저녁 도시를 점령한 이탈리아군을 공격했다. 베르베라의 대부분은 불에 타고 있었고, 활주로에서는 영국 항공기 4기의 잔해가 발견되었다. 무솔리니는 이 식민지를 이탈리아 제국의 일부로 AOI에 합병했다.

## 여파

### 분석

이탈리아군은 수마일 떨어진 사막에 흩어진 종대를 조율하는 능력을 보여주었다. 영국군 지휘하의 병력은 후퇴하는 동안 규율을 유지하고 대부분의 병력을 보존했다. 영국령 소말릴란드는 이탈리아령 동아프리카에 합병되었고, 무솔리니는 이탈리아가 잉글랜드 크기(영국령 소말릴란드, 수단의 카로라, 갈라바트, 쿠르마크, 카살라 국경 전초 기지, 케냐의 모얄레 및 부나)의 영토를 정복했다고 자랑했다. 철수 소식은 영국 여론에 충격을 주었지만 웨이벌은 고드윈오스틴을 지지하며 그가 상황을 정확히 판단했다고 말했다. 영국군은 모든 것을 해상 선박으로 운반해야 했기 때문에 350대의 차량과 대부분의 물품을 그냥 버려야 했다.
8월 5일부터 19일까지 아덴의 RAF는 184회 출격하여 60 롱톤 (61 t)의 폭탄을 투하했다. 8월 16일부터 19일까지 RAF는 12회 정찰 출격, 19회 폭격-정찰 출격, 이탈리아군 및 수송선에 대한 72회 폭격 출격, 베르베라 상공에서 36회 전투기 출격을 수행했다. 영국은 제대로 방어되지 않은 활주로는 빠르게 사용 불능 상태가 될 수 있으며, 아덴에서 비행하는 폭격기가 공중 공격에 무방비로 노출될 수 있다는 것을 알게 되었다. 지상 전역에도 불구하고, 8월 초에 홍해를 항해하는 호송선이 있었고 8월 19일에는 블렌하임 IVF가 베르베라 상공에서 바쁜 동안 제14비행대대 웰즐리의 호위를 받는 또 다른 호송선이 항해를 시작했다. 영국군의 철수 후, 양측은 현지 부대를 증원하기 위해 보낸 항공기들을 분산시켰고 CTSAO는 8월 26일에 해체되었다.
윈스턴 처칠은 영국령 소말릴란드 상실에 대해 웨이벌을 비판했다. 사상자가 적다는 이유로 처칠은 식민지가 제대로 방어되지 않았다고 생각했고, 조사 위원회 구성을 제안했다. 웨이벌은 협력을 거부하며, 고드윈오스틴과 윌슨이 수적 우세에도 불구하고 교과서적인 철수 작전을 수행했다고 말했다. 웨이벌은 처칠에게 다음 구절이 포함된 전보를 보냈다.
...대규모 사상자 발생이 반드시 좋은 전술이라는 증거는 아니다.— 웨이벌

육군참모총장 존 딜 장군은 처칠이 "이전에 본 적 없는 더 큰 분노"를 보였다고 말했다. 이 사건은 웨이벌에게 끝의 시작이었고, 그는 1941년 7월 클로드 오친렉으로 교체되었다.
2016년 앤드루 스튜어트는 식민지에 주둔한 영국군의 미미한 규모를 고려할 때, 방어군은 그들이 버틴 시간 동안 잘 저항했다고 썼다. 영국령 소말릴란드 방어는 영국 본토 항공전 중에 일어났으며, 패배를 영웅적으로 묘사할 수는 없었다. 처칠은 웨이벌과 그의 부하들을 비난한 것이 잘못이었지만, 국방장관이자 총리로서 그는 패배한 장군들에게 결과를 지시할 수 있었다. 아돌프 히틀러는 식민지 철수를 "큰 타격"이라고 불렀지만 다음과 같이 말했다.
...영국이 잃은 것은 가장 가치 없는 식민지에 비싼 주둔군을 유지할 특권뿐이었다.— Cowie War for Britain (1941) in Stewart (2016)

식민지 점령은 동아프리카 전역에서 이탈리아군의 가장 큰 성공이었지만, 이탈리아는 자신들이 만들어낸 기회를 활용할 수 없었다. 지형, 날씨, 그리고 300명의 이탈리아 보병을 통한 항구에 대한 공격 취소로 인한 지연은 영국군이 즉흥적인 승선에도 불구하고 탈출할 수 있게 해주었다.

### 사상자
1954년, 영국 공식 역사가인 이언 플레이페어는 영국군 사상자가 260명이었고, 이탈리아군 사상자는 2,052명으로 추정했다. 14일간의 전투에서 영국 항공기 7기가 격추되었고 10기가 심하게 손상되었다. 1988년, 이탈리아 공식 역사가인 알베르토 로비기는 이탈리아군이 사망 465명, 부상 1,530명, 실종 34명으로 총 2,029명의 사상자를 냈으며, 이 중 161명은 이탈리아인이었고 1,868명은 식민지 지역군단 소속 에리트레아 및 소말리 아스카리 부대원이었다고 기록했다. 영국을 지원하던 소말리 비정규군은 침공 및 점령 기간 동안 약 2,000명의 추가 사상자를 냈으며, 이탈리아군 측에서 싸우던 소말리 비정규군은 약 1,000명의 사상자를 냈다. 1993년, 해럴드 러는 영국군 사상자 중 38명이 사망하고 222명이 부상당했다고 썼다. 1996년 출판물에서 크리스토퍼 쇼어스는 이탈리아군 사상자에 대해 마라비냐와 동일한 수치를 제시했고, RAF가 항공기 7기를 잃고 10기가 손상되었다고 썼다. 2007년, 안드레아 몰리나리는 이탈리아군 사상자가 1,995명이고 항공기 4기가 파괴되었다고 기록했다.

### 후속 작전
1941년 3월 16일, 영국은 아덴에서 어피어런스 작전을 실행했다. 1940년 8월 방어군이었던 인도 육군의 시크교도 2개 대대와 소말리 코만도 분견대가 순양함 HMS 글래스고와 칼레든, 구축함 HMS 칸다하르와 킹스턴의 호위를 받는 수송선에서 베르베라 양측에 상륙했다. 시크교도군의 침공은 전쟁 중 연합군이 점령된 해변에 처음으로 성공적으로 상륙한 사례였다. 이탈리아 제70 식민여단 병력은 거의 저항하지 않았다. 항구 복구가 시작되었고, 제11아프리카사단을 위한 보급품이 일주일 내에 통과하기 시작하여 도로 운송 거리를 500 mi (800 km) 단축시켰다. 영국군은 영국령 소말릴란드의 나머지 지역을 탈환했고, 4월 8일 채터가 군사 총독으로 임명되었다.

## 같이 보기
- 에릭 찰스 트웰브스 윌슨, 관측 언덕에서의 공로로 빅토리아 십자훈장을 받았다.
- 제2차 세계 대전 영국군 장비 목록
- 제2차 세계 대전 이탈리아군 장비 목록

## 참고 문헌
- Collins, D. J. E. (1964).  Prasad, Bisheshwar, 편집. 《The Royal Indian Navy, 1939–1945》. Official History of the Indian Armed Forces in the Second World War, 1939–1945: General War Administration and Organisation. Series 2 V. Agra: Agra University Press. OCLC 154168563. 2014년 11월 9일에 원본 문서에서 보존된 문서. 2014년 7월 7일에 확인함.
- Dear, I. C. B.; Foot, M. R. D., 편집. (2005) [1995]. 《Oxford Companion to World War II》. New York: Oxford University Press. ISBN 978-0-19-280670-3.
- Gill, G. Hermon (1957). 〈Chapter 5, R. A. N. Ships Overseas June–December 1940〉. 《Royal Australian Navy, 1939–1942》. Australia in the War of 1939–1945, Series 2 I online판. 캔버라, ACT: 오스트레일리아 전쟁기념관. 140–246쪽. OCLC 848228. 2016년 3월 4일에 원본 문서에서 보존된 문서. 2016년 2월 20일에 확인함.
- Mackenzie, Compton (1951). 《Eastern Epic: September 1939 – March 1943 Defence》 I. 런던: Chatto & Windus. OCLC 59637091.
- Maravigna, General Pietro (1949). 《Come abbiamo perduto la guerra in Africa. Le nostre prime colonie in Africa. Il conflitto mondiale e le operazioni in Africa Orientale e in Libia》 [우리는 어떻게 아프리카 전쟁에서 패배했는가: 아프리카의 첫 식민지, 세계 분쟁과 동아프리카 및 리비아 작전] (이탈리아어). 로마: Tosi. OCLC 643646990.
- Mockler, Anthony (1984). 《Haile Selassie's War: The Italian−Ethiopian Campaign, 1935–1941》. 뉴욕: Random House. ISBN 978-0-394-54222-5.
- Molinari, Andrea (2007). 《La conquista dell'Impero, 1935–1941: La guerra in Africa Orientale》 [제국의 정복, 1935년-1941년: 동아프리카 전쟁]. Collana Saggi storici/Historical essays series (이탈리아어). 밀라노: Hobby & Work. ISBN 978-88-7851-514-7.
- Omar, Mohamed (2001). 《The Scramble in the Horn of Africa: History of Somalia, 1827–1977》. 모가디슈: Somali Publications. ISBN 978-1-874209-63-8.
- Playfair, I. S. O.; Stitt, G. M. S.; Molony, C. J. C.; Toomer, S. E. (1959) [1954].  Butler, J. R. M., 편집. 《The Mediterranean and Middle East: The Early Successes Against Italy (to May 1941)》. History of the Second World War, United Kingdom Military Series I 3판. HMSO. OCLC 494123451. 2018년 9월 28일에 원본 문서에서 보존된 문서. 2015년 9월 3일에 확인함.
- Raugh, H. E. (1993). 《Wavell in the Middle East, 1939–1941: A Study in Generalship》. 런던: Brassey's UK. ISBN 978-0-08-040983-2.
- Rohwer, Jürgen; Hümmelchen, Gerhard (1992) [1968]. 《Chronik des Seekrieges 1939–1945: Hrsg. vom Arbeitskreis für Wehrforschung und von der Bibliothek für Zeitgeschichte》 [해전 연대기, 1939-1945: 군사 연구 작업 그룹 및 현대사 도서관 발행] (독일어). G. Stalling 2 trans.판. 올덴부르크: Naval Institute Press, 애나폴리스, MD. ISBN 978-1-55750-105-9.
- Rovighi, Alberto (1988) [1952]. 《Le Operazioni in Africa Orientale: (giugno 1940 – novembre 1941)》 [동아프리카 작전: (1940년 6월 – 1941년 11월)] (이탈리아어). 로마: Stato Maggiore Esercito, Ufficio storico. OCLC 848471066.
- Shores, Christopher (1996). 《Dust Clouds in the Middle East: The Air War for East Africa, Iran, Syria, Iran and Madagascar, 1940–42》. 런던: 그럽 스트리트. ISBN 978-1-898697-37-4.
- Stewart, A. (2016). 《The First Victory: The Second World War and the East Africa Campaign》 1판. 뉴헤이븐, CT: Yale University Press. ISBN 978-0-300-20855-9.
- 《The Abyssinian Campaigns: The Official Story of the Conquest of Italian East Africa》. Army at War. 런던: Issued for the War Office by the Ministry of Information (HMSO). 1942. OCLC 894319.

## 더 읽어보기
- Abdisalam, Mohamed Issa-Salwe (1996). 《The Collapse of the Somali State: The Impact of the Colonial Legacy》. 런던: Haan Associates. ISBN 978-1-87420-991-1.
- Antonicelli, Franco (1961). 《Trent'anni di storia italiana 1915–1945: dall'antifascismo alla Resistenza: lezioni con testimonianze》 [이탈리아 역사 30년 1915-1945: 반파시즘에서 저항까지: 증언과 함께하는 강의]. Saggi (이탈리아어). 토리노: Einaudi. OCLC 828603112.
- Ball, S. (2009). 《The Bitter Sea: The Struggle for Mastery in the Mediterranean 1935–1949》 1판. 런던: HarperPress. ISBN 978-0-00-720304-8.
- Del Boca, Angelo (1986). 《Italiani in Africa Orientale: La caduta dell'Impero》 [동아프리카의 이탈리아인: 제국의 몰락] (이탈리아어). 로마-바리: Laterza. ISBN 978-88-420-2810-9.
- Ferrara, Orazio (2005). 《La battaglia di Tug Argan Pass (La conquista del Somaliland britannico)》 [투그 아르간 고개 전투 (영국령 소말릴란드 정복)]. 《Eserciti Nella Storia (Anno VI)》 (이탈리아어) (파르마: Delta). ISSN 1591-3031.
- Jackson, Ashley (2006). 《The British Empire and the Second World War》. 런던: 햄블던 컨티뉴엄. ISBN 978-1-85285-517-8.
- Mockler, A. (1987) [1984]. 《Haile Selassie's War》 2. pbk. Grafton Books [Collins], Loon판. 런던: Oxford University Press. ISBN 0-586-07204-7.
- Moyse-Bartlett, H. (2002) [1956]. 《The King's African Rifles: A Study in the Military History of East and Central Africa, 1890–1945》 II 2 pbk. repr. Naval & Military Press, Uckfield판. 앨더숏: Gale & Polden. OCLC 604161828.
- Newton, R. D. (2019). 《The RAF and Tribal Control: Airpower and Irregular Warfare between the World Wars》. 로렌스, KS: University Press of Kansas. ISBN 978-0-70-062871-1.
- 《Official History of the Operations in Somaliland, 1901–04》 I online판. 런던: Harrison and Sons for HMSO War Office, General Staff. 1907. OCLC 903224942. 2017년 9월 6일에 확인함.
- 《Official History of the Operations in Somaliland, 1901–04》 II online판. 런던: Harrison and Sons for HMSO War Office, General Staff. 1907. OCLC 915556896. 2017년 9월 6일에 확인함.
- Rovighi, Alberto (1995) [1952]. 《Le Operazioni in Africa Orientale: (giugno 1940 – novembre 1941) Narrazione Parte Prima》 [동아프리카 작전 (1940년 6월 – 1941년 11월) 이야기 1부] (이탈리아어) I 2판. 로마: Stato Maggiore Esercito, Ufficio storico. OCLC 956084252.
- Sobski, Marek (2020). 《East Africa 1940–1941 (land campaign): The Italian Army Defends the Empire in the Horn of Africa》. Mussolini's War I. 번역 Basarabowicz, Tomasz. Zielona Gora. ISBN 979-8-57-786912-0.
- Wavell, A. (1946년 6월 4일). “Operations in the Somaliland Protectorate, 1939–1940 (Appendix A – G. M. R. Reid and A. R. Godwin-Austen)”. 《London Gazette》 (37594) (런던). 2719–2727면. OCLC 265544298.